# Magyar vasútfejlesztések a 2010-es években
Ez a cikk a 2010-es évek magyarországi vasútfejlesztéseiről szól, ideértve a pályakorszerűsítést, villamosítást, biztosítóberendezési munkákat, járműbeszerzéseket. A cikk csak a 2010. január 1. és 2019. december 31. közötti időszakban történt vasútfejlesztésekkel foglalkozik.
A 2020 utáni időszak fejlesztéseit lásd itt: Magyar vasútfejlesztések a 2020-as években

## Pályakorszerűsítések
| Szám     | Vonal                               | Leírás | EU támogatással | Állapot               |
| -------- | ----------------------------------- | --- | --------------- | --------------------- |
| 30a      | Budapest–Székesfehérvár             | A cél a 120–160 km/h általános pályasebesség elérése volt. 2012 őszétől Kelenföld és Tárnok között megépült a hiányzó második vágány. A meglévő pályát és a felsővezeték rendszert teljesen felújították. A teljes projekt 2014-ben lezárult. | IGEN            | Elkészült             |
| 36       | Kaposvár–Fonyód                     | Pályaépítés. Az eredeti paraméterek visszaállítása, a 80 km/h sebesség újbóli elérése, P+R beruházás, biztosítóberendezések korszerűsítése. | IGEN            | Elkészült             |
| 120      | Szolnok–Békéscsaba–Lőkösháza        | A cél a 160 km/h általános pályasebesség elérése volt. Átépültek az állomások és megállóhelyek is. A Gyoma – Mezőberény - Békéscsaba vágányok átépítése, állomások korszerűsítése továbbá a Békéscsaba állomás, ahol az átadásra tervezett 2015. november végi időpont helyett erre néhány hónappal később került sor. Murony – Lőkösháza második vágány kiépítése elkészült. A teljes projekt 2017 decemberében lezárult. | IGEN            | Elkészült             |
| 2        | Budapest–Esztergom                  | Az alkalmazható sebességet 80–100 km/h-ra, a tengelyterhelést 210-225 kN-ra emelik. Pályaépítés, nyomvonal-korrekció. Állomásokat helyeznek át és újakat nyitnak, illetve kiváltják a forgalmasabb szintbeli közúti kereszteződéseket. Óbuda és Solymár között a pálya több szakaszon új nyomvonalra kerül. Óbuda és Pilisvörösvár között a pályát kétvágányúra bővítik. Az Esztergom - Pilisvörösvár szakasz átadva 2013. december 12-én, a személyszállítás indulása december 15.                                                    | IGEN            | Elkészült             |
| 30       | Székesfehérvár–Gyékényes            | Pályaépítés. Az I/1. ütemben a Lepsény–Szántód-Kőröshegy szakaszon a pálya 100–120 km/h-s haladásra lett alkalmas, a tengelyterhelés 225 kN-ra nőtt. Szabadifürdő–Zamárdi felső szakaszon megépült a második vágány. A kivitelezés 2015-ben befejeződött. 2016-tól a Szántód-Kőröshegy–Balatonszentgyörgy szakasszal folytatódik a felújítás. Balatonszemes külterület–Balatonlelle-felső szakaszon megépült a második vágány, valamit megtörtént az állomások részleges átépítése. A teljes projektet 2018 nyarán tervezik befejezni. | IGEN            | Elkészült             |
| 100      | Szolnok–Debrecen–Nyíregyháza–Záhony | Pályaépítés. Az I/1. ütemben a Szajol–Püspökladány vonalszakaszon a pálya 160 km/h sebességre lett alkalmas, az engedélyezett tengelyterhelés 225 kN-ra nőtt. A műtárgyak felújítása, illetve a felsővezeték-rendszer átépítése is része volt a projektnek. Barta és Pusztaszakállas megállóhely megszűnt. 2012-ben a nyíltvonali vonalszakaszok átépítése történt meg. Kivitelezés befejeződött: 2015. október 3. A Püspökladány–Debrecen szakaszt is 160 km/órás sebességűre építik át 2021-ig.                                      | IGEN            | Elkészült/Folyamatban |
| 40a      | Budapest–Pusztaszabolcs             | Pályaépítés, nyomvonal-korrekció. A sebességet 100–120–160 km/h-ra tervezik emelni, állomások korszerűsítésével együtt. A felújítást két szakaszban (Kelenföld-Százhalombatta, Százhalombatta-Pusztaszabolcs) végzik. Az első szakasz munkálatai 2017 tavaszán kezdődtek. Befejezés 2020 végén várható. | IGEN            | Folyamatban           |
| 80a      | Budapest–Hatvan                     | Pályaépítés, a cél 100–120–160 km/h sebesség valamint a 225 kN tengelyterhelés elérése, P+R beruházás, állomáskorszerűsítés. Nyolc darab útátjáró különszintűvé alakítása, a térvilágítási rendszer felújítása, illetve a felsővezeték-rendszer átépítése is része a projektnek. Korszerűsítésre kerül a biztosítóberendezés valamint az utastájékoztatás is. A felújítást két szakaszban (Rákos–Gödöllő, Gödöllő–Hatvan) végzik. Az első szakasz munkálatai 2018. január 6-án kezdődtek. Befejezés 2020 végén várható.                | IGEN            | Folyamatban           |
| 80       | Szerencs–Sátoraljaújhely            | Pályaépítés, a sebességet 80–100 km/h-ra tervezik emelni, állomások korszerűsítésével valamint a Budapest–Sátoraljaújhely InterCity újraindításával együtt. A felújítást öt szakaszban (Mezőzombor–Bodrogkeresztúr, Bodrogkeresztúr–Erdőbénye, Erdőbénye–Olaszliszka-Tolcsva, Olaszliszka-Tolcsva–Sárospatak, Sárospatak–Sátoraljaújhely) végzik. Az első szakasz átépítése 2012 végén befejeződött. | IGEN            | Elkészült             |
| 80       | Hatvan–Miskolc–Szerencs             | Pályaépítés. A cél 160 km/h sebesség valamint a 225 kN tengelyterhelés elérése. P+R beruházás, állomáskorszerűsítés, a hidak, az útátjárók valamint az energiaellátás fejlesztése is része a projektnek. A felújítás öt ütemben történik (jobb vágányon: Hatvan–Nagyút, Nagyút–Mezőkeresztes-Mezőnyárád [2015-ben elkészült], Mezőkeresztes-Mezőnyárád–Miskolc, bal vágányon: Hatvan–Miskolc teljes pályán: Miskolc–Nyíregyháza). | IGEN            | I. ütem elkészült     |
| 142      | Budapest–Lajosmizse–Kecskemét       | 2012 nyarán megkezdődött a vasútvonal átépítése. 2012. július 7. és augusztus 31. között Gyál és Inárcs-Kakucs állomást átépítették, azok újra alkalmassá váltak vonatkeresztezések lebonyolítására. Az átépítéstől a menetidő és a zavarérzékenység csökkenését várják. A vonal felújítására a kecskeméti autógyár szállítási igényei miatt van szükség. | NEM             | Elkészült             |
| 121      | Békéscsaba–Kétegyháza–Mezőhegyes    | 2012 nyarán Kétegyháza és Mezőhegyes között elkezdődött a vasútvonal átépítése, a munkálatokat 2012. július 2. és 31. között végezték. Vágányátépítés, hézagnélküli vágány kialakítása. 2013-ban Kétegyháza és Medgyesegyháza között folytatódik a pályafelújítás. | NEM             | Elkészült             |
| 153      | Kiskőrös–Kalocsa                    | Felépítménycsere, teljes vágányzár mellett 2011. augusztus 4. és november 15. között. Az eddigi vegyes sínrendszerű felépítményt 48 kg/fm szabványúra cserélték. A felújítást a jelentős teherforgalom tette indokolttá. | NEM             | Elkészült             |
| 135      | Szeged–Békéscsaba                   | Szeged-Rókus–Hódmezővásárhelyi Népkert között a tram-train közlekedés feltételeinek biztosítása (100 km/h sebesség, 2. vágány szakaszos kiépítése), hézagmentesített (hegesztett sínes) pálya kialakításával. A hézagmentesítés során a faaljakat mindenhol betonaljra cserélik, a síneket szakaszonként változóan 48, illetve 54 kg-os sínekre. A beépített anyagok a 120-as vonal felújításából származó vissznyereményi anyagok. A cél a Csorvás-Orosháza állomásköz átépítése.                                                     | NEM             | Folyamatban           |
| 145, 146 | Szolnok–Kecskemét                   | Felépítménycserét végeznek, Tószeg-Tiszavárkony között a 34,5 kg/fm "c" rendszerű síneket cserélik 48 kg/fm tömegűre, LM vasbetonaljas hézagnélküli pályát építenek. | NEM             | ???                   |

Vonalak, ahol a pálya már alkalmas a 120 km/h-nál nagyobb sebességű közlekedésre, de még nincs engedélyezve:
| Vonal                                       | Kezdőpont  | Végpont        | Vonalszám | Hossz [km] | Sebesség [km/h] |
| ------------------------------------------- | ---------- | -------------- | --------- | ---------- | --------------- |
| Budapest–Záhony-vasútvonal                  | Albertirsa | Cegléd         | 100a      | 18         | 140             |
| Budapest–Záhony-vasútvonal                  | Cegléd     | Szolnok        | 100a      | 27         | 160             |
| Budapest–Záhony-vasútvonal                  | Szolnok    | Debrecen       | 100       | 121        | 160             |
| Szolnok–Békéscsaba–Lőkösháza-vasútvonal     | Szajol     | Békéscsaba     | 120       | 106        | 160             |
| Budapest–Székesfehérvár-vasútvonal          | Tárnok     | Velence        | 30a       | 23         | 160             |
| Budapest–Székesfehérvár-vasútvonal          | Agárd      | Székesfehérvár | 30a       | 15         | 160             |
| Bajánsenye–Zalaegerszeg–Ukk–Boba-vasútvonal | Bajánsenye | Boba           | 25        | 101        | 160             |

A táblázat a 2019. december 31-ei állapotot mutatja.

## Villamosítás

Magyarország villamosított és villamosítani tervezett vasútvonalai 2017-ben

A 2010-es évek a magyar vasútvillamosítás történetének igen sikeres évtizede volt. A villamosítási munkák túlnyomó része a Dunántúl vasúthálózatát érintette. 2010-ben elkészült a villamos felsővezeték az 25-ös sz. vasútvonalon, így Zalaegerszeg és Szlovénia (kiemelt teherforgalmi célpontként a koperi kikötő) elérhetővé vált végig villamosított vasútvonalon. A Nyugat-Dunántúl vasúthálózatán jelentős fejlesztést végzett a GYSEV, ami villamosította a MÁV-tól átvett Szombathely–Szentgotthárd, Mosonszolnok–Csorna–Porpác illetve Szombathely–Zalaszentiván vonalakat. Ezzel a GYSEV hálózata túlnyomórészt villamosítva lett, két rövid mellékvonal, a Szombathely–Kőszeg és az üzemen kívüli Körmend–Zalalövő vonal kivételével. (Előbbi villamosítása szintén tervben volt.) A MÁV részéről jelentős fejlesztés volt a Budapesti elővárosi forgalomban a Budapest–Esztergom-vasútvonal felújítása és villamosítása, ahol a felújítás utáni új menetrendi struktúrának és a Flirt motorvonatoknak köszönhetően megduplázódott az utasszám. Az ország keleti felében egyedül a 80c Mezőzombor–Sátoraljaújhely vonal villamosítása készült el. Bár a felsővezeték az országhatárig elkészült, a szlovák vasút itt nem építette ki a csatlakozó felsővezetéki szakaszt, így két villamosított vasútvonal között mintegy 1 km hosszon dízelvontatás szükséges. 2019-ben elkezdődött az észak-balatoni vasútvonal részleges villamosítása is Szabadbattyán–Balatonfüred között, ami 2021-re készült el.

### 2010-es években befejezett villamosítási projektek
| Vonalszám | Kezdőpont     | Végpont             | Hossz [km] | Vonal                                       | Vasúttársaság | Befejezve          |
| --------- | ------------- | ------------------- | ---------- | ------------------------------------------- | ------------- | ------------------ |
| 80c       | Mezőzombor    | Sátoraljaújhely     | 42         | Hatvan–Miskolc–Szerencs–Sátoraljaújhely     | MÁV           | 2019. július 13.   |
| 2         | Rákosrendező  | Esztergom           | 50         | Budapest–Esztergom-vasútvonal               | MÁV           | 2017. november     |
| 201       | Angyalföld    | Angyalföld elágazás | 2          | 2-es vonal és a Körvasút kapcsolata         | MÁV           | 2019. május 10.    |
| 16        | Porpác        | Csorna              | 55         | Hegyeshalom–Szombathely-vasútvonal          | GYSEV         | 2015. június       |
| 16        | Csorna        | Mosonszolnok        | 32         | Hegyeshalom–Szombathely-vasútvonal          | GYSEV         | 2015. november 25. |
| 17        | Szombathely   | Zalaszentiván       | 49         | Szombathely–Nagykanizsa-vasútvonal          | GYSEV         | 2016. december 7.  |
| 21        | Szentgotthárd | Szombathely         | 55,4       | Szombathely–Szentgotthárd-vasútvonal        | GYSEV         | 2010. december 2.  |
| 25        | Bajánsenye    | Boba                | 103        | Bajánsenye–Zalaegerszeg–Ukk–Boba-vasútvonal | MÁV           | 2010. május 18.    |

## Biztosítóberendezés
Hazánkban tervezik kiépíteni az ETCS-t (European Train Control System - Egységes Európai Vonatbefolyásoló Rendszer), elsősorban a nemzetközi fővonalakon, TEN-T folyosókon. Az ETCS rendszer megléte az egyik feltétele a 160 km/h sebességű közlekedésnek is. Hazánkban jelenleg két vonalon üzemel:
- Zalacséb és Őrihodos közt a Bajánsenye–Zalaegerszeg–Ukk–Boba-vasútvonalon,
- Bécs és Budapest közt a Budapest–Hegyeshalom–Rajka-vasútvonalon

Az alábbi vonalakon tervezik kiépíteni :
| Kezdőpont   | Végpont        | Hossz [km] | Vonal                         | Státusz                       |
| ----------- | -------------- | ---------- | ----------------------------- | ----------------------------- |
| Budapest    | Székesfehérvár | 67         | Budapest–Székesfehérvár       | Tervezett üzem 2015-től       |
| Dombóvár    | Kaposvár       | 31         | Dombóvár–Gyékényes            | Tervezett üzem 2015-től       |
| Szajol      | Debrecen       | 111        | Budapest–Debrecen–Nyíregyháza | Előkészítés 2011-ig           |
| Bajánsenye  | Boba           | 101        | Bajánsenye–Boba               | Tervezett üzem 2017-től       |
| Ferencváros | Lőkösháza      | 225        | Budapest–Szolnok–Lőkösháza    | Tervezett üzem 2017-től       |
| Győr        | Celldömölk     | 72         | Győr–Celldömölk               | Előkészítés 2009-ben lezárult |
| Budapest    | Pusztaszabolcs | 53         | Budapest–Pusztaszabolcs       | Tervezett üzem 2015-től       |
| Budapest    | Szolnok        | 100        | Budapest–Cegléd–Szolnok       | Tervezett üzem 2018-tól       |

## Járműbeszerzések

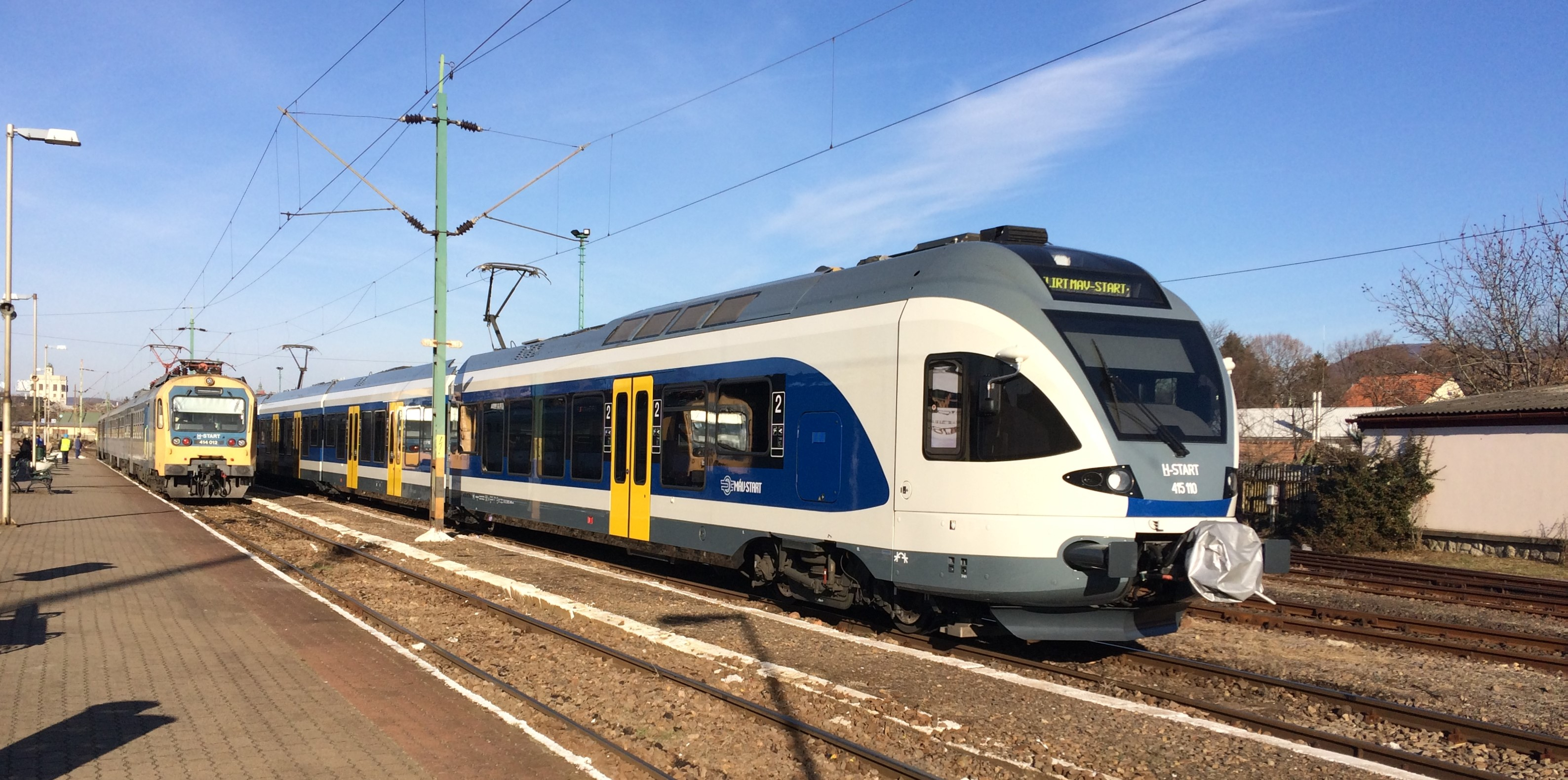
Stadler Flirt motorvonat

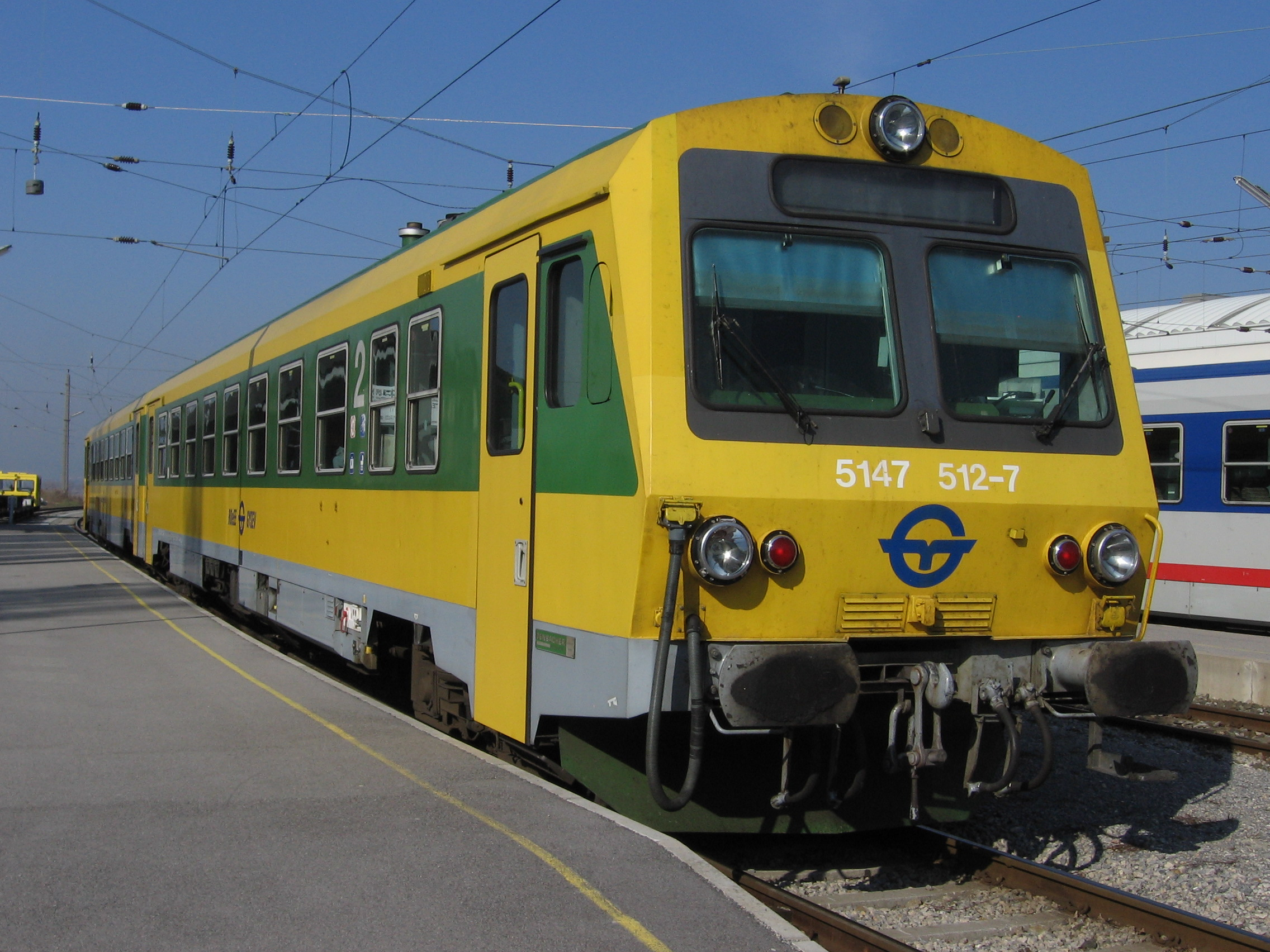
GYSEV 5147 Jenbacher iker-dízelmotorkocsi

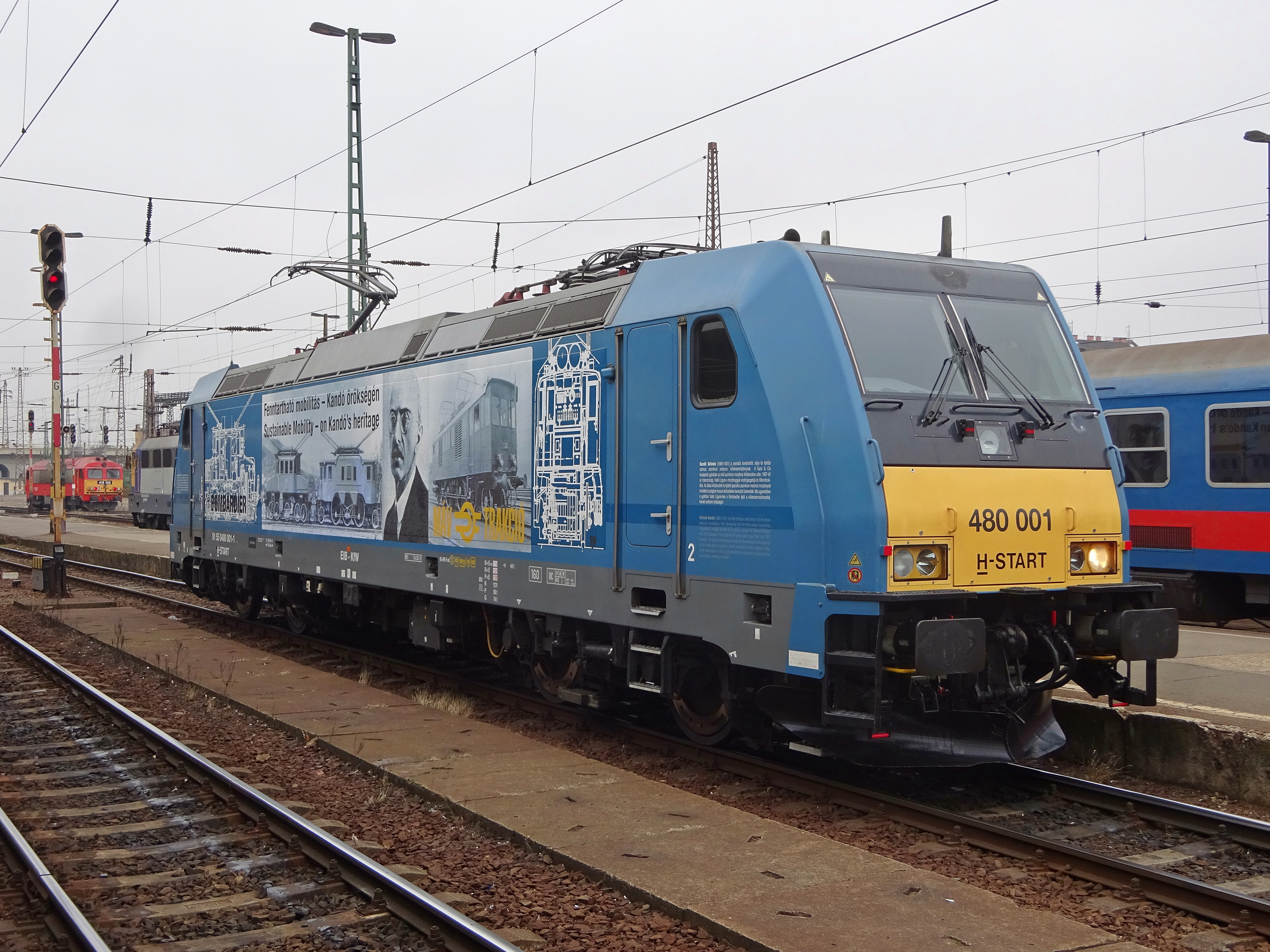
Bombardier TRAXX mozdony

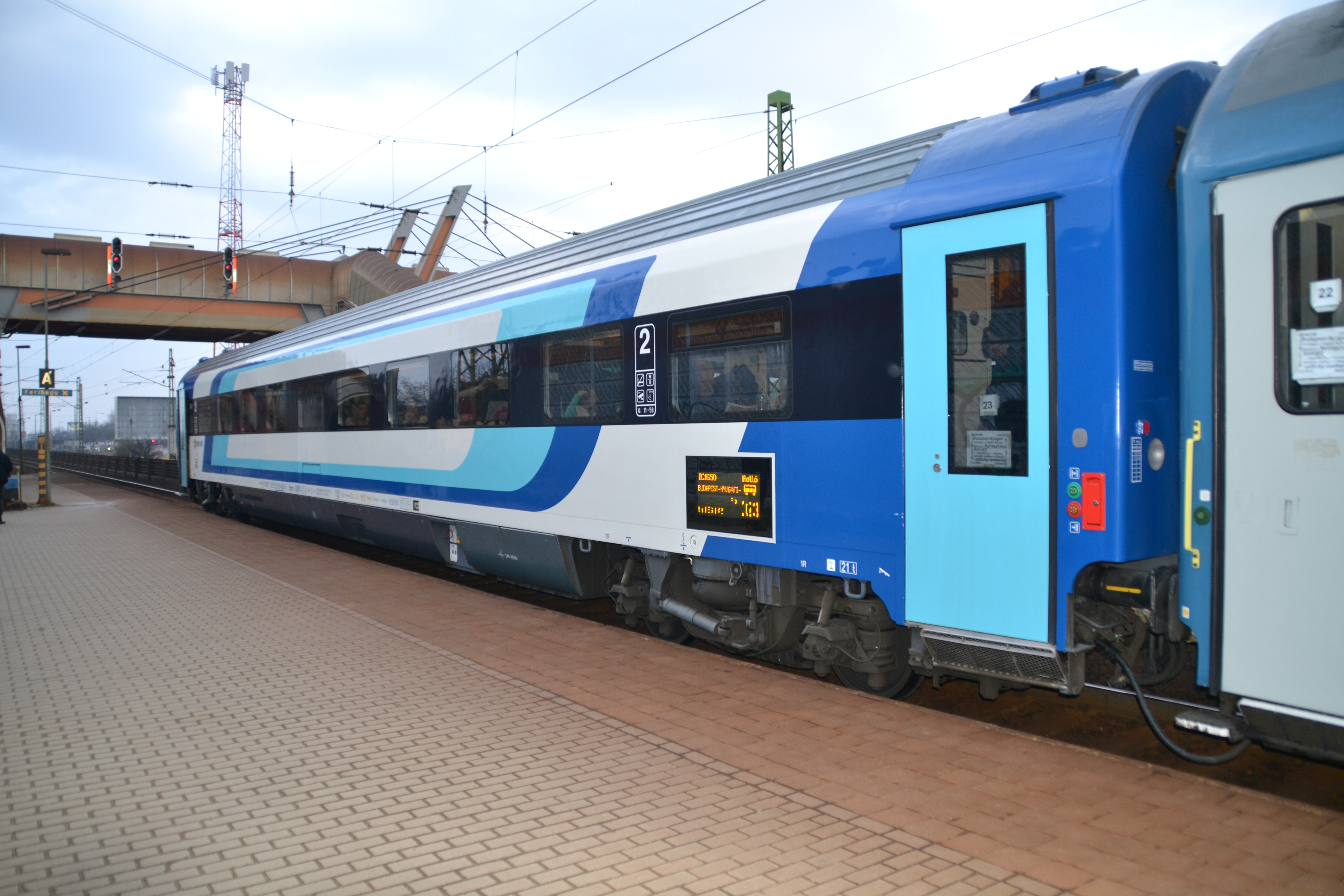
MÁV IC+ kocsi

### Stadler Flirt motorvonatok
A 2010-2020 között tovább folytatódott a Stadler FLIRT motorvonat-flotta bővülése. 2010 első hónapjaiban álltak forgalomba a MÁV-Start által 2007-ben leghívott opciós széria utolsó darabjai, így 2010-re 60 darabosra nőtt a MÁV-Start flottája. A GYSEV a Sopron-Szombathely-Szentgotthárd vasútvonalak felújításához kapcsolódóan szerzett be 4 motorvonatot, amelyek 2013 decembere és 2014 márciusa között álltak forgalomba. A következő nagyobb beszerzést a MÁV-Start és a GYSEV közös 42+6 darabos beszerzése jelentette, amelyek 2014-2015 között álltak forgalomba. A MÁV-Start részére szállított példányok a korábbi piros-fehér helyett az újabb kék-sárga-fehér színtervvel készültek, a GYSEV példányok a korábbiakkal megegyező zöld-sárga fényezést kaptak. A MÁV-Start 2015-ben újabb 21 darabos szériát rendelt, amelyek 2015-2016 között álltak forgalomba. Az utolsó rendelést a GYSEV 10 darabos szériája jelentette, amik 2018-2019 során álltak forgalomba. Ebben a szériában az újabb Flirt3 típusú motorvonatok álltak forgalomba. 2019 végére így összesen 143 Flirt motorvonat állt üzembe, 123 db a MÁV-Startnál, 20 db a GYSEVnél (10 Flirt és 10 Flirt3).

### Stadler KISS motorvonatok
A MÁV-Start 2017-19 között, több részletben összesen 40 db nagykapacitású Stadler KISS motorvonat  szállításáról írt alá szerződést. A gyártó 2019-ben kezdte el az első példányok leszállítását a MÁV-Start részére, amelyek az év folyamán futópróbákon és hatósági engedélyezési eljáráson vettek részt. A sorozat forgalomba állítása 2020-ban kezdődött meg.

### Jenbacher motorvonatok
A GYSEV a 2011-ben átvett nyugat-dunántúli vasútvonalak kiszolgálására használt dízel motorvonatokat vásárolt az ÖBB-től.
- 2011/2012-ben 7 db ex-ÖBB 5047 sörözatú szóló Jenbacher motorkocsi került állományba. A korábban beszerzett 2 példánnyal együtt így 9 darabos lett a flotta.
- 2012-ben 5 db ex-ÖBB 5147-es sorozatú Jenbacher ikermotorkocsi került állományba. A korábban beszerzett 1 példánnyal együtt így 6 darabos lett a flotta. Ezzel az összes példány a GYSEVhez került, mivel a járműből összesen csak 6 példányt gyártottak.

A 16-os és 17-es vasútvonalak villamosításával, a Flirt motorvonatok üzembe állításával a dízel motorkocsik jelentős része munka nélkül maradt. 2019-ben a MÁV-Start 2 ikermotorkocsit bérbe vett és felújított a Győr környéki dízeles vonalak kiszolgálására.

### Mozdonyok
A 2010-es évek során a mozdonybeszerzések nem jelentettek prioritást a személyszállító vasúttársaságok számára. Villanymozdonyok jelentős részét továbbra is a V43 (új jelölés szerint 431, 432, 433) sorozatú villamosmozdonyok jelentették, melyek felhasználási területe (főleg a Budapest környéki elővárosi vonalakon) jelentősen csökkent az új Flirt motorvonatok üzembe állításával. A dízelmozdony-állomány is komoly visszaesést szenvedett el a villamosításoknak köszönhetően, személyszállításaban is egyre inkább visszaszorult a dízelmozdonyos üzem. A vasúti teherszállításban a magántársaságok térnyerése volt jellemző, akik változatos, általában országokból vásárolt vagy bérelt gépparkkal jelentek meg a magyar síneken.
A személyszállító vasúttársaságok fejlesztési koncepciójában elsősorban a távolsági és nemzetközi forgalom igényeihez szabottan jelent meg mozdonybeszerzés, melynek célja a 160 km/h sebességű vonatok közlekedtetése. Az alábbi beszerzések történtek:
- 25 db Bombardier TRAXX villamosmozdony (2012-ben befejeződött, a +25 db opciót nem hívták le.)
- 9 db Siemens Vectron villamosmozdony (GYSEV)[25]

### Vasúti kocsik
- 2 db IC+ Intercity kocsi (a prototípus példányok 2014-ben álltak forgalomba)
  - További 48 db sorozatgyártása várható 2016-tól kezdődően.[26]
- 49 db Hosszú Schlieren-kocsi + 6 kompatibilis vezérlőkocsi beszerzése használtan az ÖBB-től.

## Tram-train
A Tram-train rendszerek célja a városi villamoshálózat és a vasúthálózat összekapcsolása az átszállásmentes utazás megteremtése céljából. A tervek szerint Magyarországon az első ilyen rendszer Szeged és Hódmezővásárhely között fog megvalósulni. A kivitelezés a tervek szerint 2017-ben kezdődik.
A tervezett tram-train üzem hibrid, villamos és nagyvasúti dízelüzemre is képes járművei Szeged-Rókus állomáson az 1-es villamos vonaláról a nagyvasúti pályára fordulnának rá, melyen vonatként Hódmezővásárhelyig közlekednének, ahol a nagyvasútról letérve villamosként tennének egy kört a városban. A beruházás tervezését a két város 2011-ben kezdte el. A beruházás várható költsége 48 milliárd forint, mely magában foglalja a hódmezővásárhelyi villamosvonal kiépítését 3 km hosszban, 10 hibrid jármű beszerzését, valamint a 135. sz. vasútvonal Szeged-Rókus-Hódmezővásárhelyi Népkert szakaszának felújítását és részleges kétvágányúsítását. A Tram-Train üzemeltetését a MÁV-Start végzi majd.
A távlati elképzelések számolnak a Szeged-Makó Tram-Train vonal kiépítésével is, amelyet az újonnan építendő közös vasúti-közúti déli Tisza-hídon vezetnék át Újszegedre, majd a hibrid villamosok a vasúti pályán érnék el Makót. A projekt megvalósulásának elsődleges feltétele a híd megépítése, így megvalósulásával leghamarabb is csak a 2020-as években lehet számolni.

## Egyéb fejlesztések

### GSM-R
A Global System for Mobile Communications – Rail(way) (GSM-R vagy GSM-Rail) rendszer GSM900 technológián alapuló, kifejezetten vasúti felhasználásra szánt fejlesztés. A GSM-R forgalomirányító rendszere kapcsolatot teremt a mozdonyvezetők, a pályán dolgozók és az állomások között. Biztonságosabbá és gördülékenyebbé teszi a vasúti forgalmat.
A projekt keretében 3064 km hosszú (MÁV Zrt. és GYSEV Zrt. vagyonkezelésében álló) vasúti hálózaton történik meg a modern, európai szabványoknak megfelelő távközlési hálózat kiépítése. A rendszer kiépítésére 2011. és 2014. között kerül sor.

## Meghiúsult fejlesztések
- A „V0 vasútvonal” terve többször is médiafigyelem középpontjába került a 2010-es években. A V0 középtávú tervekben évtizedek óta szereplő, hozzávetőlegesen Székesfehérvár-Cegléd irányában Budapestet elkerülő vasúti fővonal tervezete, melynek célja a vasúthálózat Budapest-központúságának feloldása lenne egy új dunai átkelés kiépítésével, elsődlegesen a teherforgalom igényeinek figyelembe vételével. A különböző nyomvonaltervezetek közül a legutóbbi változatok a Bicske–Ercsi–Monor nyomvonallal számoltak, azonban a terv komoly kritikákat is kapott miszerint a beruházás költségéhez képest túl kevés hasznot hozna.[29][30] A vasútvonalat kínai hitelből tervezte megépíteni a kormány, azonban elvetették a tervet először a Ferihegyi gyorsvasút, majd a Budapest-Belgrád vasút javára.